# Lisandro Segovia
Lisandro Segovia (Corrientes, Argentina; 11 de diciembre de 1842 - Córdoba, Argentina; 26 de julio de 1923) fue un jurista  y ensayista argentino. Dedicado fundamentalmente al Derecho Civil y al Derecho Comercial, es recordado por su trabajo sobre el Código Civil y su proyecto de Código de Comercio, que obtuvieron medalla de oro en la Exposición de París de 1889. Además se destacó por la redacción de un Diccionario de "Argentinismos”, que fuera premiado con medalla de oro en la Exposición de San Francisco de California y que obtuviera el primer premio otorgado por la Real Academia Española en los juegos florales de 1904.

## Reseña biográfica
Nació en Corrientes, el 11 de diciembre de 1842. Cursó las primeras letras en el Colegio Argentino; hizo sus primeros estudios secundarios en el Colegio Nacional del Uruguay y se graduó de Abogado en Córdoba, el 20 de agosto de 1864.
Vuelto a su provincia, actuó en el periodismo, formando parte de la redacción del periódico “La Esperanza” y, entre los hombres jóvenes que rodearon al coronel Santiago Baibiene, inspirador de los acontecimientos políticos que dieron en tierra, el 27 de mayo de 1868, con el Gobierno de Evaristo López.
Electa la fórmula, Dr. Jose y Santiago Baibiene, el Dr. Segovia entró a colaborar desde el Juzgado de 1.ra Instancia en lo Civil y Comercial, para el que fue designado el 5 de enero de 1869, siendo luego diputado a la Legislatura.
Designado en marzo de 1874, para redactar el proyecto de ley de organización de los Tribunales y de procedimiento en lo Civil, Comercial, Penal y de Minería, hizo el trabajo, que fue impreso, pero que significaba para la modesta organización judiciaria correntina una innovación completa.
Según los antecedentes del Registro Oficial, se buscó una fórmula práctica, aceptándose el Código de Procedimientos en lo Civil y Comercial vigente en Buenos Aires, con modificaciones hechas por la Comisión de letrados designada.
Su actuación en la judicatura de la Provincia fue destacada, integrando el Superior Tribunal; actuó como vocal de la Cámara de Justicia.
En 1877, el Poder Ejecutivo le encargó, junto con los Dres. Contreras y Valenzuela, reunir los documentos que probaban el derecho de Corrientes sobre el Territorio de Misiones.
Como lo reunido no fue completo, el 18 de noviembre de 1878, el gobernador, doctor Cabral, reiteró el mandato, organizando una nueva comisión encargada de ampliar la documentación que ya se había reunido.
Designó al efecto al doctor Lisando Segovia y a los doctores Valenzuela y José M. Guastavino. Las colecciones documentales que entonces se dieron a luz, encierran una verdadera historia de Corrientes.
La revisión del Código Civil y su comentario le tomaron diez años de vida (1869/79).
La personalidad del doctor Segovia como jurista y analista del Código Civil.
Las contribuciones de Lisandro Segovia al derecho civil argentino han puesto las bases del camino que otros estudiosos posteriores seguirían. Las severas objeciones y críticas de Segovia al Código de Vélez fueron recogidas en su mayoría en la Ley de Fe de erratas, que enmendó multitud de errores de redacción del Código Civil en su versión original, que tornaron prácticamente inútil la primera edición del mismo, conocida como "Edición de Nueva York", pese a su bella encuadernación en cuero de becerro colorado, que hizo que se la conservara como objeto suntuario o decorativo, principalmente. [cita requerida]
La ley de fe de erratas que diese al Código de Vélez su redacción final  al punto de creerse mayoritariamente décadas después que el Código de Vélez era perfecto, cuando en verdad sufrió numerosas correcciones por tan importante ley. 
Esas correcciones y enmiendas se corporizaron en una segunda edición del Código Civil, que es conocida como "Edición de La Pampa", no por haberse editado en esa provincia, que por entonces no existía, sino porque la imprenta que la confeccionara tenía su sede sobre esa calle de la Ciudad de Buenos Aires.
Pues bien, la ley de fe de erratas y la edición de La Pampa, considerada como el cénit del texto del Código Civil, previo a que se le introdujeran reformas, eran impensables sin la contribución singular y relevante del ma[cita requerida]estro Lisandro Segovia, que posibilitó los estudios y grandes avances conceptuales de una nueva generación, integrada por juristas ñcomo  Raymundo M. Salvat, Alfredo Colmo, Héctor Lafaille, Gastón Federico Tobal, Antonio Castiglione, etc. 
Las bases puestas por Segovia, el más lúcido y profundo de los primeros comentaristas del Código[cita requerida], permitió que una nueva generación de jóvenes civilistas llevase al derecho argentino mucho más allá de los límites pensados y muy por delante de la doctrina de otros países latinoamericanos, siendo por entonces el derecho civil argentino exportador neto de ideas y elaboraciones a toda Latinoamérica y a otros países de habla hispana, donde todavía se leen las clásicas obras de Salvat y Lafaille. 
Otros autores, tan o más profundos que ellos dos en algunas materias, como Colmo en Obligaciones o Castiglione en nulidades, no tuvieron la suerte de la pervivencia de su doctrina en una mayoría de lectores. 
Pero, sin duda Segovia y los cinco juristas nombrados supra han inscripto sus nombres en la historia grande, imperecedera, del derecho civil argentino y han logrado algo mágico, difícil de obtener para un estudioso: que sus elaboraciones se entremezclen con las de los estudiosos posteriores y den a éstas una solidez y perdurabilidad que solo las ideas firmemente asentadas en fundamentos científicos pueden lograr.

## Distinciones
- Académico honorario de la Facultad de Derecho de la Universidad de Córdoba.
- Socio Perpetuo de la Sociedad de Legislación Comparada de París.
- Socio fundador de la Sociedad de Legislación Comparada de Berlín.
- Académico honorario de la Academia de Jurisprudencia y Legislación de Madrid.
- Miembro honorario del Colegio de Abogados de Río de Janeiro.
- Varias instituciones llevan su nombre, entre ellas, la Escuela Número 11 "Dr. Lisandro Segovia",[5] la Biblioteca Central del Poder Judicial de la Provincia de Corrientes y la Escuela Penitenciaria que también lleva su nombre.[6]